# Clásico Joven
El Clásico Joven es un partido de fútbol disputado entre dos de los tres equipos más populares y con más títulos del fútbol mexicano, el Club América y el Club de Fútbol Cruz Azul. Ambas escuadras juegan en la Ciudad de México, aunque el Cruz Azul tuvo sus orígenes en la ciudad de Jasso, en el estado de Hidalgo.
El primer encuentro entre estos dos equipos data del 23 de junio de 1963, donde saldría victorioso el cuadro azulcrema por marcador de 0 - 4, no obstante, este sería un duelo amistoso con el Cruz Azul aún perteneciendo a la Segunda División; el primer gol en la historia de esta rivalidad fue obra de Francisco Valdés. Ya con el Cruz Azul en el máximo circuito, el 30 de agosto de 1964 en el Estadio 10 de Diciembre, se disputó el primer partido de carácter oficial, el América nuevamente se llevó el triunfo por 1 - 2, con un autogol de Francisco Ulibarri y una anotación de Alfonso Portugal, por parte de los Cementeros descontaría Hilario Díaz. La primera victoria por parte de la Máquina tardaría en llegar, dándose hasta la temporada 1967-68, donde vencería a los Cremas por marcador de 1 - 0 con anotación de Raúl Arellano.
En pocos años el Cruz Azul obtuvo logros importantes, y en 1971 decidió cambiar su localía a la Ciudad de México y jugar en el Estadio Azteca, inmueble propiedad del América. Sin embargo, el «Clásico Joven» nacería hasta el 9 de julio de 1972 cuando ambas escuadras disputaron en partido único el título de la temporada 1971-72, y en donde el Cruz Azul goleó a las Águilas por marcador de 4 - 1. En años posteriores, los dos conjuntos tuvieron grandes duelos ya que el Cruz Azul se convertiría en el equipo de la década de los años 1970 —ganándose el apodo de la «Máquina»—, mientras que el América sería el mejor equipo en los años 1980; este último obtendría su revancha en Liga el 16 de julio de 1989 con un gol del canterano Carlos Hermosillo, dejando el marcador global de aquella final en 5 - 4 goles y así coronándose en esa campaña ante su rival de la ciudad.
Después de más de dos décadas, de nueva cuenta se enfrentaron en una final de Liga en el torneo Clausura 2013, siendo este el partido más visto en la historia del fútbol mexicano, y por algunos, considerada la mejor final de todos los tiempos del país. El conjunto azulcrema remontaría en los últimos 5 minutos el encuentro, con goles de Aquivaldo Mosquera y del portero Moisés Muñoz, para llevar el duelo al alargue y posteriormente ganarlo en penales.

## Historia de la rivalidad

### Primeros años y origen del «Clásico» (1963-72)
Antes del partido que dio origen al «Clásico Joven», el América y Cruz Azul se habían enfrentado en 27 ocasiones, siendo la primera vez el 23 de junio de 1963 en un duelo de carácter amistoso que los Azulcremas terminarían ganando por marcador de 0 - 4; quien anotaría el primer tanto en la historia de esta rivalidad sería Francisco Valdés al minuto 32. Menos de un año después, el equipo cruzazulino se coronó en la campaña 1963-64 de la Segunda División de México, consiguiendo así su ascenso al máximo circuito. De esta forma, se da el primer encuentro oficial entre ambos conjuntos, donde de nueva cuenta el América terminaría triunfando por 1 - 2. Para que el cuadro celeste obtuviera su primera victoria tuvieron que pasar 12 partidos, lográndolo en la jornada 26 de la temporada 1967-68 con un gol de Raúl Arellano.
Años después se daría el enfrentamiento que es considerado el detonante de esta rivalidad, siendo el partido que definía el título de la temporada 1971-72 y en donde el resultado terminaría con una victoria contundente para los Cementeros por 4 - 1, este resultado fue un duro golpe para el conjunto americanista ya que no pudo conseguir el bicampeonato, además de que este equipo también había sido el que los eliminara del torneo de Copa México en los cuartos de final de la temporada pasada. El partido se jugó a un solo encuentro debido a que el reglamento para ese torneo así lo estipulaba.
Héctor Pulido marcó el 1 - 0 en una jugada a velocidad mandando su disparo cruzado para vencer al arquero Prudencio Cortés. Minutos después, Fernando Bustos, muy a su particular estilo, mandaría un centro que fue peinado por Octavio Muciño y rematado por Cesáreo Victorino para colocar la pizarra 2 - 0. En adelante, la Máquina controló el encuentro y una jugada casi al final del primer lapso, le dio el 3 - 0 producto de una pared entre Bustos y Octavio Muciño quien disparó ante la salida de Cortés, para anidar el balón en la portería. Iniciando el segundo tiempo, el Centavo volvió a anotar para poner el marcador 4 - 0 y al final, Enrique Borja con un cabezazo marcó el único gol para el América al minuto 90. El guardameta del Cruz Azul, el argentino José Miguel Marín Acotto, se erigió como la figura del encuentro al salvar en al menos tres oportunidades de gol al equipo cementero, logrando mantener su meta sin anotaciones hasta el segundo tiempo. Con esto, la Máquina ganaba el tercer título de Liga en su historia.

### Dominio celeste (1973-79)
El América pudo cobrarse la afrenta un año después en el torneo de Copa México 1973-74 donde logró derrotar en la final al Cruz Azul por marcador global de 3 - 2 con dos goles de Osvaldo Castro y uno de Roberto Hodge. Sin embargo, en esa misma temporada, los Celestes derrotarían al América en la final del Campeón de Campeones al son de 2 - 1 para vengar el título de Copa ocurrido apenas cinco meses antes, con goles de Horacio López Salgado y Eladio Vera, y de Osvaldo Castro por parte de los Azulcremas. Con esto, el Cruz Azul obtenía su octavo título en competiciones de la Federación Mexicana de Fútbol, incluyendo Liga, Copa y Campeón de Campeones.
El dominio celeste se traduciría en conseguir no perder ningún partido como local administrativamente ante el América durante la década de 1970, incluyendo la Copa México, el Campeón de Campeones y las liguillas grupales de 1978-79, además de una racha entre las temporadas 1977-78, 1978-79 y 1979-80 en las que Cruz Azul no perdió en su terreno contra ningún equipo por más de año y medio, siendo el récord de imbatibilidad de un local de todos los tiempos en el fútbol mexicano. Producto de estos éxitos, aumentó la cantidad de aficionados a Cruz Azul en la capital.
De 1970 a 1979, la Máquina logró alzar ocho títulos oficiales entre todas las competencias disputadas, mientras el América se coronó en seis ocasiones incluyendo una Copa Interamericana frente a Boca Juniors. Entre los dos equipos, lucharon en 3 finales, con ventaja para el Cruz Azul al ganar dos de ellas.

#### Nacimiento del mote
El 24 de mayo de 1980, Cruz Azul y América se enfrentaron en duelo de la jornada 36 de la campaña 1979-80; es en este partido que el cronista deportivo Gerardo Peña Kegel mencionó por primera vez el mote «Clásico Joven», que terminaría bautizando esta rivalidad. Gerardo cubría los entrenamientos de ambos clubes en ese entonces, por lo que pudo ver la coincidencia de que los dos conjuntos contaban en sus filas con jugadores jóvenes tales como Rafael Toribio, Guillermo Mendizabal, Sergio Rubio o Adrián Camacho por parte de Cruz Azul; y Héctor Miguel Zelada, Mario Trejo, Alfredo Tena o Cristóbal Ortega por el otro lado.

"Nada más puse el adjetivo, punto. Y fue una ocurrencia, ni lo pensé, ni lo estudié. Los Clásicos, este Clásico, lo hicieron los Marín, los Flores, los Quintano; los Cárdenas, que fue campeón con los dos; Carlos Reinoso, Enrique Borja, ellos son verdaderamente los clásicos y quienes los robustecen son los aficionados al fútbol"
Gerardo Peña Kegel. México.

### La revancha águila (1980-89)
La década de 1980 representó la revancha en Liga para la escuadra azulcrema, quien no solo le ganó un título al equipo celeste en 1989, sino que lo eliminó en las semifinales de 1983-84 y en los cuartos de final del torneo México 1986. En esta década también se dio la goleada más grande en la historia de esta rivalidad, cuando en 1982 el América derrotó al Cruz Azul por 0 a 5, eliminándolo de cualquier opción de jugar la liguilla de 1983, la cual ganaría el Puebla.
Ambos equipos disputaron la final de la temporada 1988-89, donde las Águilas se alzaron con la victoria por marcador de 3 - 2 en el partido de ida, y 2 - 2 en el partido de vuelta, con un gol decisivo del canterano americanista Carlos Hermosillo, quien años después se consagraría como ídolo celeste al ganar tres títulos de goleo individual entre los años 1993-1996. En el primer partido, el marcador terminó en favor de las Águilas gracias a los goles de Luis Roberto Alves, Carlos Hermosillo y Antonio Carlos Santos; mientras que los Cementeros se habían recuperado del 0 - 2 adverso hasta el minuto 39 del primer lapso con tantos de Porfirio Jiménez y Narciso Cuevas.
En el juego de vuelta, el América se fue arriba en el marcador con gol de Juan Hernández, pero la Máquina regresó con anotaciones de Patricio Hernández y Ricardo Mojica para empatar a 4 el marcador global. En el segundo tiempo, en una descolgada de Antonio Carlos Santos, este le cedió la pelota a Carlos Hermosillo para que empatara el juego a 2 goles y decretar el bicampeonato águila. Así, el América ganaba el octavo título de Liga de su historia en la era profesional del fútbol mexicano.
En 1989, el conjunto del América cerraba una época gloriosa al campeonar en ocho ocasiones por solo una del Cruz Azul, además de ganar la mayoría de los enfrentamientos directos entre ambos conjuntos.

### La época de las liguillas (1990-99)
La década de 1990 se caracterizó por un dominio alterno entre ambos equipos, con 4 series de liguilla ganadas por el América y 3 por Cruz Azul. En la campaña 1990-91, se generó la máxima bronca registrada en este enfrentamiento cuando Agustín Coss fue pateado por Edú dos Santos casi al final del encuentro, lo que originó una batalla campal que dejó mermados a los dos cuadros, con 3 expulsiones para el Cruz Azul y dos para los americanistas.
En la fase de repechaje del torneo 1991-92, la Máquina eliminó a los de Coapa al vencerlos en el juego de ida por 4 a 0, con goles de José Manuel de la Torre, Carlos Hermosillo y Mario Ordiales, complementado con una gran actuación del arquero Olaf Heredia; América ganó la vuelta por 2 a 0, con goles de Zague y Eduardo Córdoba pero fue insuficiente.
En esta década también se recuerdan las liguillas de 1992-93 y 1993-94 que terminaron con la eliminación azul a manos de las Águilas por globales de 4 - 6 y 2 - 3, ambas en fase de cuartos de final; mientras que en la liguilla de 1994-95 la Máquina tomaría revancha al vencer al América por 3 - 2 en el agregado y clasificar a la final de esa temporada contra Necaxa, que a la postre perdería.
En la liguilla de 1995-96, América derrota al Cruz Azul por un 3 a 2 global, con goles en el primer duelo de François Omam-Biyik y un doblete de Luis García. En el segundo juego, Palencia y Hermosillo colocaron el 2 a 0 a favor de los Cementeros, pero no pudieron anotar el gol que requerían para seguir en la competencia. Se recuerda la gran falla de Kalusha Bwalya quien, sin portero y con el marco abierto puso la pelota en el poste para que el arquero Norberto Scoponi se quedara al final con el balón. Ese fue el último partido en los torneos largos de estas dos escuadras.
Para el verano 1998, nuevamente se enfrentaron en liguilla, donde América se llevaría la serie con goles de Raúl Rodrigo Lara y Sergio Zárate en el primer encuentro; a partir de ese partido, el América no volvió a vencer al Cruz Azul en el Azteca en 7 partidos de torneo regular hasta el Apertura 2004. La revancha celeste llegó en la liguilla del invierno 1999, donde la Máquina se impuso en el Azteca por 1 a 2 con gol de cabeza del argentino Diego Fernando Latorre para eliminar a las Águilas y encaminar a los Celestes a la final por el título.

### La racha americanista (2004-10)
Luego del lapso de 7 partidos sin perder en el Azteca del Cruz Azul, que se extendió hasta el 2004 cuando fueron derrotados por 2 a 1 con gol de último minuto de Álvaro Ortiz. Tomando en cuenta los resultados desde el 2003, la Máquina tardó 7 años sin poder vencer al América en 16 cotejos consecutivos oficiales, ya fuera en el Estadio Azul o en el Estadio Azteca, además de sufrir 7 derrotas seguidas ante los emplumados desde el año 2004 al 2006, siendo la más grande racha de imbatibilidad en la historia del «Clásico Joven». Asimismo, América ganó la semifinal en la liguilla del Clausura 2005 por 6 a 2 global, con dos tantos en la ida de Cuauhtémoc Blanco y uno de Claudio López, descontando por los Azules Francisco "Kikín" Fonseca; en la vuelta marcaron Aarón Padilla, Francisco Torres y Claudio López por los Azulcremas, y por los Cementeros había adelantado César Delgado. Esta serie le dio al América su pase a la final contra los Tecos de la UAG y a la postre su décimo título de Liga.
El único partido que ganó Cruz Azul durante la racha americanista fue un amistoso jugado el 19 de julio de 2008 en San Diego, California; por marcador de 2 a 1 con doblete del uruguayo Nicolás Vigneri, mientras que el argentino naturalizado mexicano Alfredo Moreno había colocado al América adelante en el marcador.

### Se intensifica la rivalidad (2011-13)
El 3 de octubre de 2010, Cruz Azul derrotó 1 a 0 al América en el Estadio Azul rompiendo la racha azulcrema de 7 años y 16 juegos sin caer ante los Cementeros con gol del argentino Christian Giménez, quien festejó parodiando el vuelo de un águila. Cruz Azul no ganaba el «Clásico Joven» en el Estadio Azul desde el verano 2002 cuando derrotaron 2 a 0 a las Águilas con goles de Cesáreo Victorino y Sebastián Abreu. La racha duró 8 años.
El 13 de marzo de 2011, Cruz Azul venció al América por 2 a 0 con tantos de Emanuel Villa, rompiendo ahora la racha de partidos sin ganarle a las Águilas en el Estadio Azteca que se extendió desde el Apertura 2003 hasta el Bicentenario 2010. La última victoria de la Máquina había sido el 4 de mayo de 2003, derrotando al equipo americanista por 3 a 1, con dos goles de Francisco Palencia y uno de Juan Carlos Cacho, mientras que por el América había marcado el uruguayo Marcelo Lipatín.
El 6 de noviembre de ese mismo año. Cruz Azul derrotó al América en el Apertura 2011 por 3 a 1, mandando a las Águilas al penúltimo lugar de la tabla. En el torneo Clausura 2013, el cuadro azulcrema tomó revancha de las derrotas azules con una goleada de 3 a 0, con un triplete de Christian Benítez. Pero un mes después, en el Torneo de Copa Clausura 2013, la Máquina eliminó de semifinales a su acérrimo rival en penales, y a la postre le significó ganar el torneo.

#### La final del Clausura 2013
Este torneo se definiría en una final más que enfrentaba al Cruz Azul y América, los Celestes llegarían a esta final tras 15 años sin ser campeones de Liga y el América lo haría sin serlo durante 8 años. El juego de ida disputado en el Estadio Azul el 23 de mayo de 2013 lo ganaría Cruz Azul con marcador de 1 - 0 y gol anotado de Christian Giménez.
La gran final tuvo lugar el día 26 de mayo en el Estadio Azteca donde ambos equipos buscarían finalmente obtener el título. Este encuentro pasaría a la historia al convertirse en el partido del torneo de liga mexicano con el mayor índice televisivo en la historia. Al minuto 14 del encuentro el América se quedó con 10 hombres al ser expulsado Jesús Molina y tan solo 6 minutos después Teófilo Gutiérrez marcaría el gol para el equipo cementero que los pondría 1 a 0 en el partido y 2 a 0 en el marcador global, ventaja que dadas las circunstancias del duelo aparentaba ser insalvable. El mismo Gutiérrez tuvo una jugada determinante para liquidar la serie al minuto 73, pero estrelló su tiro en el poste a un metro de la portería y sin arquero. Cuando parecía que Cruz Azul tenía asegurada la victoria, a tal grado que ya se había iniciado la inscripción de su nombre en el trofeo que se entregaría al ganador; un remate de cabeza de Aquivaldo Mosquera al minuto 88 acercaría a las Águilas en el marcador global 2 a 1 y finalmente al minuto 92, en un tiro de esquina —que a la postre sería la última jugada del partido en tiempo reglamentario—, el arquero americanista Moisés Muñoz se lanzó para dar un cabezazo que desviaría Alejandro Castro fortuitamente para empatar dramáticamente el global a dos tantos y así obligar a los tiempos extra. En el transcurso de los mismos no se alteró el marcador, por lo cual el campeonato se definió por la vía de los penales.
El primer penal tirado por Javier Orozco fue atajado por Moisés Muñoz, por parte del América Raúl Jiménez se encargó de anotar. Después Alejandro Castro sufrió un resbalón y voló el balón por encima del marco, mientras que Christian Benítez marcó para adelantar a las Águilas en el marcador. Rogelio Chávez marcó el descuento para el Cruz Azul y Osvaldo Martínez marcaría el tercer tanto para el América; Gerardo Flores se encargó de marcar el segundo gol para los Azules y finalmente Miguel Layún firmó el título venciendo a José de Jesús Corona desde los once pasos para darle el campeonato al cuadro azulcrema.

### Actualidad (2014-presente)
Para el torneo Apertura 2014, el Cruz Azul derrotó al América por 4 a 0, siendo la tercera vez que ocurría esto. A partir de este encuentro, el conjunto azul no pudo vencer al América en 16 cotejos consecutivos, incluyendo la eliminación en cuartos de final del Apertura 2017 por doble marcador de 0-0 que le dio el pase al América por mejor posición en la tabla y la eliminación de Copa México del mismo año.
La racha de dominio del América se rompió en el juego de vuelta de cuartos de final del Clausura 2019, cuándo el cuadro cementero venció a los azulcremas por marcador de 1-0, con tanto del uruguayo Jonathan Rodríguez. Sin embargo, ésta no fue suficiente para revertir la serie, ya que el América había ganado la ida con autogol de Igor Lichnovsky y 2 tantos de Roger Martínez, descontando Milton Caraglio con tanto de penal.

### La cuarta final Apertura 2018
Cruz Azul y América se volverían a enfrentar en otra final, la cual abría la posibilidad de una revancha celeste, puesto que llegaban a esta final Cruz Azul con la posibilidad de alcanzar al América con 2 finales ganadas por bando; por si fuera poco había ingredientes extras, como el hecho de que Ricardo Peláez, quien había sido presidente deportivo del América ahora estaba con Cruz Azul; además de contar con 4 ex americanistas (Adrián Aldrete, Pablo Aguilar, Martín Zúñiga y José Madueña) quiénes ya habían logrado ser campeones con América. Además, en ese torneo, Cruz Azul había vuelto al estadio Azteca a jugar como local, generando polémica y disgusto entre el seno americanista.
Cruz Azul y América llegaban como primer y segundo lugar general, respectivamente; la Máquina había sido la mejor defensiva del torneo y por su parte las Águilas la mejor ofensiva. Al igual que en 2013, Cruz Azul nuevamente buscaba el doblete, pues también llegaba como Campeón de Copa.↵En la ida todo quedó sin goles ni emociones hasta el silbatazo final, donde surgió una pelea entre Marchesin portero del América y el preparador físico de Cruz Azul. En la vuelta, aparecería Edson Álvarez al minuto 50, aprovechando un error en la salida de Iván Marcone gracias a un balón interceptado por Oribe Peralta y al 89 en jugada de contragolpe, para dar a los azulcremas su décimo tercer título.

### La máxima goleada de Cruz Azul (Apertura 2019)
El 5 de octubre de 2019 se enfrentarían otra vez Cruz Azul y América en la jornada 13 en el Estadio Azteca, siendo el conjunto cementero el local. Al minuto 15, los cementeros abrieron el marcador 1-0 gracias a un tiro de esquina desde la punta izquierda, donde Julio César Domínguez le ganó la espalda a Bruno Valdez y metió un cabezazo en el área chica que no pudo atajar Guillermo Ochoa, hasta que al minuto 36 Guido Rodríguez sorprendió con un bombazo de larga distancia que Jesús Corona no pudo detener, para igualar el marcador 1-1. Tres minutos después, apareció Henry Martín, quien aprovechó un balón que botó y techó a Pablo Aguilar, lo dejó entrar al borde del área y disparó de zurda en la media luna para humillar de nueva cuenta a Corona con 1-2, logrando remontar hasta ese momento antes de terminar el primer tiempo.
En el segundo tiempo la situación se revirtió a favor de Cruz Azul, ya que al minuto 51 Roger Martínez fue expulsado al propinarle un codazo claro a Rafael Baca. A partir de dicha baja, Cruz Azul haría lo imposible en los próximos minutos. En la siguiente jugada, al minuto 53 (dos minutos después de la expulsión de Roger), en un tiro de esquina Pablo Aguilar anotó de cabezazo ante la marca de Bruno Valdez igualando 2-2. Cinco minutos después la Máquina le dio la vuelta al marcador con un 3-2, en otra jugada a balón parado que esta vez fue en la ejecución de una falta, que se cobró con un centro a segundo poste, donde apareció Roberto Alvarado, quien marcó con un cabezazo cruzado al minuto 58. Al minuto 61 llegó la cuarta anotación, que comenzó con el despeje de Corona que aterrizó hasta Orbelín Pineda, quien elude a dos defensores americanistas y con un recorte dentro del área define perfecto con un zurdazo para anotar el 4-2. Cruz Azul logró anotar el quinto al minuto 74 gracias a Jonathan Rodríguez, quien liquidó con una gran jugada individual tirando suave y bombeado a la salida de Guillermo Ochoa, logrando una remontada épica. Esta es la primera vez que Cruz Azul le anota cinco goles al América, considerado como el mejor resultado para los celestes en el Clásico Joven, 5 años después de lo sucedido en el Apertura 2014, cuando venció a los de Coapa por 4-0.

### La máxima goleada del América (Apertura 2022)
El 20 de agosto se enfrentarían nuevamente Cruz Azul y América en la jornada 10 en el Estadio Azteca, siendo el conjunto azulcrema localista. Ambos equipos llegando con situaciones bastante diferentes: América, tras un inicio de torneo irregular, al mando de Fernando Ortiz, luchaban por entrar en zona de liguilla directa. Cruz Azul, que en poco menos de año y medio, dejó ir a muchas de las figuras que le dieron el histórico noveno título, ahora al mando de Diego Aguirre, buscaba salir de una serie de resultados negativos que lo mantenían en los últimos lugares de la tabla, fuera de liguilla.
Durante el primer tiempo, parecía que los azulcremas tendrían dificultades para abrir el marcador. Sin embargo, al minuto 14, tras un pase de Álvaro Fidalgo, Richard Sánchez intentaría un tiro de fuera del área, el cual sería el primer gol de la noche. Al minuto 22, Henry Martín tomaría mal parado a Ramiro Funes Mori, y tras un pase a la izquierda, aparecería Jonathan Rodríguez para marcar el segundo.
Los cementeros trataron de reaccionar, y al minuto 44 del primer tiempo, Carlos Rotondi trataba de acortar distancias poniendo el 2-1, sin embargo, tras una revisión en el VAR, Luis Enrique Santander anularía el tanto tras una falta previa sobre defensa americanista Emilio Lara.
Antes de finalizar el primer tiempo, el VAR nuevamente intervendría, ya que, tras una revisión, Rafael Baca sería expulsado por una falta fuerte sobre Henry Martin. En esta misma falta marcada, llegaría el 3-0 tras un gol de tiro libre de parte de Diego Valdés.
En el segundo tiempo, la situación no mejoraría para el Cruz Azul, ya que ni los cambios de Ángel Romero y Michael Estrada por Carlos Rodríguez y Gonzalo Carneiro mejorarían mucho el ritmo de juego de la máquina, ya que al minuto 53, Henry Martin marcaba el 4.º gol.
La situación parecía no poder empeorar para los celestes, pero nuevamente, al minuto 73, 85 y 90, Álvaro Fidalgo, Federico Viñas y Salvador Reyes, estos últimos dos entrando de cambio en el segundo tiempo, marcarían el quinto, sexto y séptimo gol.
El resultado afianzaría al América en su búsqueda por la calificación a liguilla, mientras que para el Cruz Azul, marcaría historia al ser la peor goleada en contra registrada en la historia de la rivalidad, así como de los cementeros como institución. Además, generaría cambios drásticos inmediatos, pues Diego Aguirre fue removido de su puesto como Director técnico tan solo horas después de finalizado el partido.

## Estadísticas

### Historial de enfrentamientos

#### Liga/Liguilla
| 1.   | 1964-65           | 13               | Cruz Azul    | 1-2          | Club América | 10 de diciembre        | 30 de agosto de 1964     | [ 5 ]       |
| 2.   | 1964-65           | 28               | Club América | 1-1          | Cruz Azul    | Olímpico Universitario | 10 de diciembre de 1964  | [ 14 ]      |
| 3.   | 1965-66           | 3                | Club América | 4-1          | Cruz Azul    | Olímpico Universitario | 13 de junio de 1965      | [ 15 ]      |
| 4.   | 1965-66           | 18               | Cruz Azul    | 2-2          | Club América | 10 de diciembre        | 26 de septiembre de 1965 | [ 16 ]      |
| 5.   | 1966-67           | 6                | Cruz Azul    | 2-3          | Club América | 10 de diciembre        | 28 de agosto de 1966     | [ 17 ]      |
| 6.   | 1966-67           | 21               | Club América | 5-3          | Cruz Azul    | Azteca                 | 8 de diciembre de 1966   | [ 18 ]      |
| 7.   | 1967-68           | 11               | Club América | 0-0          | Cruz Azul    | Azteca                 | 17 de septiembre de 1967 | [ 19 ]      |
| 8.   | 1967-68           | 26               | Cruz Azul    | 1-0          | Club América | 10 de diciembre        | 31 de diciembre de 1967  | [ 6 ]       |
| 9.   | 1968-69           | 10               | Club América | 0-2          | Cruz Azul    | Azteca                 | 9 de junio de 1968       | [ 20 ]      |
| 10.  | 1968-69           | 25               | Cruz Azul    | 2-0          | Club América | 10 de diciembre        | 29 de diciembre de 1968  | [ 21 ]      |
| 11.  | 1969-70           | 2                | Cruz Azul    | 2-2          | Club América | 10 de diciembre        | 15 de junio de 1969      | [ 22 ]      |
| 12.  | 1969-70           | 17               | Club América | 1-4          | Cruz Azul    | Azteca                 | 28 de septiembre de 1969 | [ 23 ]      |
| 13.  | México 1970       | 7                | Cruz Azul    | 0-1          | Club América | 10 de diciembre        | 22 de marzo de 1970      | [ 24 ]      |
| 14.  | México 1970       | 14               | Club América | 3-0          | Cruz Azul    | Olímpico Universitario | 7 de mayo de 1970        | [ 25 ]      |
| 15.  | 1970-71           | 15               | Cruz Azul    | 1-1          | Club América | 10 de diciembre        | 7 de marzo de 1971       | [ 26 ]      |
| 16.  | 1970-71           | 32               | Club América | 3-0          | Cruz Azul    | Azteca                 | 4 de julio de 1971       | [ 27 ]      |
| 17.  | 1971-72           | 10               | Cruz Azul    | 2-1          | Club América | Azteca                 | 1 de enero de 1972       | [ 28 ]      |
| 18.  | 1971-72           | 27               | Club América | 2-2          | Cruz Azul    | Azteca                 | 27 de abril de 1972      | [ 29 ]      |
| 19.  | 1971-72           | Final            | Cruz Azul    | 4-1          | Club América | Azteca                 | 9 de julio de 1972       | [ 7 ] [ 8 ] |
| 20.  | 1972-73           | 12               | Club América | 0-0          | Cruz Azul    | Azteca                 | 17 de diciembre de 1972  | [ 30 ]      |
| 21.  | 1972-73           | 29               | Cruz Azul    | 2-2          | Club América | Azteca                 | 14 de abril de 1973      | [ 31 ]      |
| 22.  | 1973-74           | 13               | Club América | 2-1          | Cruz Azul    | Azteca                 | 4 de octubre de 1973     | [ 32 ]      |
| 23.  | 1973-74           | 30               | Cruz Azul    | 4-2          | Club América | Azteca                 | 23 de marzo de 1974      | [ 33 ]      |
| 24.  | 1974-75           | 14               | Cruz Azul    | 0-0          | Club América | Azteca                 | 9 de noviembre de 1974   | [ 34 ]      |
| 25.  | 1974-75           | 33               | Club América | 0-2          | Cruz Azul    | Azteca                 | 4 de mayo de 1975        | [ 35 ]      |
| 26.  | 1975-76           | 2                | Cruz Azul    | 2-2          | Club América | Azteca                 | 8 de noviembre de 1975   | [ 36 ]      |
| 27.  | 1975-76           | 21               | Club América | 4-2          | Cruz Azul    | Azteca                 | 18 de marzo de 1976      | [ 37 ]      |
| 28.  | 1976-77           | 17               | Club América | 1-2          | Cruz Azul    | Azteca                 | 2 de enero de 1977       | [ 38 ]      |
| 29.  | 1976-77           | 36               | Cruz Azul    | 2-1          | Club América | Azteca                 | 14 de mayo de 1977       | [ 39 ]      |
| 30.  | 1977-78           | 18               | Cruz Azul    | 1-1          | Club América | Azteca                 | 17 de diciembre de 1977  |             |
| 31.  | 1977-78           | 37               | Club América | 1-1          | Cruz Azul    | Azteca                 | 29 de abril de 1978      |             |
| 32.  | 1978-79           | 11               | Club América | 0-0          | Cruz Azul    | Azteca                 | 18 de noviembre de 1978  |             |
| 33.  | 1978-79           | 30               | Cruz Azul    | 3-1          | Club América | Azteca                 | 31 de marzo de 1979      |             |
| 34.  | 1978-79           | Liguilla grupal  | Club América | 1-0          | Cruz Azul    | Azteca                 | 7 de junio de 1979       |             |
| 35.  | 1978-79           | Liguilla grupal  | Cruz Azul    | 2-1          | Club América | Azteca                 | 17 de junio de 1979      |             |
| 36.  | 1979-80           | 17               | Club América | 1-1          | Cruz Azul    | Azteca                 | 13 de enero de 1980      |             |
| 37.  | 1979-80           | 36               | Cruz Azul    | 2-0          | Club América | Azteca                 | 24 de mayo de 1980       |             |
| 38.  | 1980-81           | 16               | Club América | 1-2          | Cruz Azul    | Azteca                 | 8 de febrero de 1981     | [ 40 ]      |
| 39.  | 1980-81           | 35               | Cruz Azul    | 0-0          | Club América | Azteca                 | 20 de junio de 1981      |             |
| 40.  | 1981-82           | 19               | Club América | 1-1          | Cruz Azul    | Azteca                 | 17 de enero de 1982      |             |
| 41.  | 1981-82           | 38               | Cruz Azul    | 0-5          | Club América | Azteca                 | 15 de mayo de 1982       |             |
| 42.  | 1982-83           | 11               | Cruz Azul    | 1-1          | Club América | Azteca                 | 6 de noviembre de 1982   |             |
| 43.  | 1982-83           | 30               | Club América | 0-0          | Cruz Azul    | Azteca                 | 13 de marzo de 1983      |             |
| 44.  | 1983-84           | 8                | Cruz Azul    | 0-2          | Club América | Azteca                 | 22 de octubre de 1983    |             |
| 45.  | 1983-84           | 27               | Club América | 1-1          | Cruz Azul    | Azteca                 | 4 de marzo de 1984       |             |
| 46.  | 1983-84           | Semifinal        | Cruz Azul    | 0-2          | Club América | Azteca                 | 31 de mayo de 1984       |             |
| 47.  | 1983-84           | Semifinal        | Club América | 0-0          | Cruz Azul    | Azteca                 | 3 de junio de 1984       | [ 41 ]      |
| 48.  | 1984-85           | 8                | Cruz Azul    | 1-0          | Club América | Azteca                 | 6 de octubre de 1984     | [ 42 ]      |
| 49.  | 1984-85           | 27               | Club América | 2-2          | Cruz Azul    | Azteca                 | 17 de febrero de 1985    |             |
| 50.  | México 1986       | Cuartos de final | Cruz Azul    | 0-1          | Club América | Azteca                 | 13 de febrero de 1986    |             |
| 51.  | México 1986       | Cuartos de final | Club América | 1-0          | Cruz Azul    | Azteca                 | 16 de febrero de 1986    |             |
| 52.  | 1986-87           | 11               | Club América | 1-2          | Cruz Azul    | Azteca                 | 12 de octubre de 1986    |             |
| 53.  | 1986-87           | 31               | Cruz Azul    | 2-2          | Club América | Azteca                 | 7 de marzo de 1987       |             |
| 54.  | 1987-88           | 17               | Club América | 2-2          | Cruz Azul    | Azteca                 | 3 de enero de 1988       |             |
| 55.  | 1987-88           | 36               | Cruz Azul    | 2-4          | Club América | Azteca                 | 28 de mayo de 1988       |             |
| 56.  | 1988-89           | 8                | Cruz Azul    | 1-3          | Club América | Azteca                 | 3 de diciembre de 1988   |             |
| 57.  | 1988-89           | 27               | Club América | 1-2          | Cruz Azul    | Azteca                 | 5 de abril de 1989       | [ 43 ]      |
| 58.  | 1988-89           | Final            | Cruz Azul    | 2-3          | Club América | Azteca                 | 13 de julio de 1989      |             |
| 59.  | 1988-89           | Final            | Club América | 2-2          | Cruz Azul    | Azteca                 | 16 de julio de 1989      |             |
| 60.  | 1989-90           | 17               | Club América | 2-0          | Cruz Azul    | Azteca                 | 17 de diciembre de 1989  |             |
| 61.  | 1989-90           | 36               | Cruz Azul    | 0-3          | Club América | Azteca                 | 21 de abril de 1990      |             |
| 62.  | 1990-91           | 8                | Cruz Azul    | 1-1          | Club América | Azteca                 | 18 de noviembre de 1990  |             |
| 63.  | 1990-91           | 27               | Club América | 3-3          | Cruz Azul    | Azteca                 | 24 de marzo de 1991      |             |
| 64.  | 1991-92           | 7                | Cruz Azul    | 1-1          | Club América | Azteca                 | 26 de octubre de 1991    |             |
| 65.  | 1991-92           | 26               | Club América | 1-1          | Cruz Azul    | Azteca                 | 16 de febrero de 1992    |             |
| 66.  | 1991-92           | Repechaje        | Cruz Azul    | 4-0          | Club América | Azteca                 | 13 de mayo de 1992       | [ 44 ]      |
| 67.  | 1991-92           | Repechaje        | Club América | 2-0          | Cruz Azul    | Azteca                 | 16 de mayo de 1992       |             |
| 68.  | 1992-93           | 17               | Club América | 3-1          | Cruz Azul    | Azteca                 | 29 de noviembre de 1992  |             |
| 69.  | 1992-93           | 36               | Cruz Azul    | 1-1          | Club América | Azteca                 | 19 de abril de 1993      |             |
| 70.  | 1992-93           | Cuartos de final | Cruz Azul    | 0-3          | Club América | Azteca                 | 12 de mayo de 1993       |             |
| 71.  | 1992-93           | Cuartos de final | Club América | 3-4          | Cruz Azul    | Azteca                 | 15 de mayo de 1993       |             |
| 72.  | 1993-94           | 7                | Club América | 0-3          | Cruz Azul    | Azteca                 | 19 de septiembre de 1993 |             |
| 73.  | 1993-94           | 26               | Cruz Azul    | 1-0          | Club América | Azteca                 | 22 de enero de 1994      |             |
| 74.  | 1993-94           | Cuartos de final | Club América | 1-1          | Cruz Azul    | Azteca                 | 13 de abril de 1994      |             |
| 75.  | 1993-94           | Cuartos de final | Cruz Azul    | 1-2          | Club América | Azteca                 | 17 de abril de 1994      |             |
| 76.  | 1994-95           | 5                | Cruz Azul    | 1-1          | Club América | Azteca                 | 1 de octubre de 1994     |             |
| 77.  | 1994-95           | 24               | Club América | 3-1          | Cruz Azul    | Azteca                 | 5 de febrero de 1995     |             |
| 78.  | 1994-95           | Semifinal        | Cruz Azul    | 1-1          | Club América | Azteca                 | 25 de mayo de 1995       |             |
| 79.  | 1994-95           | Semifinal        | Club América | 1-2          | Cruz Azul    | Azteca                 | 28 de mayo de 1995       | [ 45 ]      |
| 80.  | 1995-96           | 15               | Cruz Azul    | 1-1          | Club América | Azteca                 | 2 de diciembre de 1995   |             |
| 81.  | 1995-96           | 32               | Club América | 1-2          | Cruz Azul    | Azteca                 | 24 de marzo de 1996      |             |
| 82.  | 1995-96           | Cuartos de final | Cruz Azul    | 0-3          | Club América | Azteca                 | 17 de abril de 1996      |             |
| 83.  | 1995-96           | Cuartos de final | Club América | 0-2          | Cruz Azul    | Azteca                 | 21 de abril de 1996      |             |
| 84.  | Invierno 1996     | 4                | Club América | 2-1          | Cruz Azul    | Azteca                 | 10 de septiembre de 1996 |             |
| 85.  | Verano 1997       | 4                | Cruz Azul    | 2-1          | Club América | Azul                   | 1 de febrero de 1997     |             |
| 86.  | Invierno 1997     | 17               | Cruz Azul    | 0-1          | Club América | Azul                   | 26 de octubre de 1997    |             |
| 87.  | Verano 1998       | 17               | Club América | 1-1          | Cruz Azul    | Azteca                 | 4 de abril de 1998       |             |
| 88.  | Verano 1998       | Cuartos de final | Club América | 2-1          | Cruz Azul    | Azteca                 | 16 de abril de 1998      |             |
| 89.  | Verano 1998       | Cuartos de final | Cruz Azul    | 1-1          | Club América | Azul                   | 19 de abril de 1998      |             |
| 90.  | Invierno 1998     | 14               | Club América | 1-3          | Cruz Azul    | Azteca                 | 30 de octubre de 1998    |             |
| 91.  | Verano 1999       | 14               | Cruz Azul    | 4-0          | Club América | Azul                   | 17 de abril de 1999      |             |
| 92.  | Invierno 1999     | 9                | Club América | 1-3          | Cruz Azul    | Azteca                 | 20 de octubre de 1999    |             |
| 93.  | Invierno 1999     | Semifinal        | Cruz Azul    | 0-0          | Club América | Azul                   | 9 de diciembre de 1999   |             |
| 94.  | Invierno 1999     | Semifinal        | Club América | 1-2          | Cruz Azul    | Azteca                 | 12 de diciembre de 1999  |             |
| 95.  | Verano 2000       | 9                | Cruz Azul    | 2-3          | Club América | Azul                   | 11 de marzo de 2000      |             |
| 96.  | Invierno 2000     | 8                | Cruz Azul    | 1-0          | Club América | Azul                   | 16 de septiembre de 2000 |             |
| 97.  | Verano 2001       | 8                | Club América | 0-0          | Cruz Azul    | Azteca                 | 17 de febrero de 2001    |             |
| 98.  | Invierno 2001     | 7                | Club América | 1-2          | Cruz Azul    | Azteca                 | 12 de septiembre de 2001 | [ 46 ]      |
| 99.  | Verano 2002       | 7                | Cruz Azul    | 2-0          | Club América | Azul                   | 16 de febrero de 2002    | [ 47 ]      |
| 100. | Apertura 2002     | 17               | Cruz Azul    | 1-1          | Club América | Azul                   | 9 de noviembre de 2002   |             |
| 101. | Clausura 2003     | 17               | Club América | 1-3          | Cruz Azul    | Azteca                 | 4 de mayo de 2003        |             |
| 102. | Apertura 2003     | 2                | Club América | 1-1          | Cruz Azul    | Azteca                 | 10 de agosto de 2003     |             |
| 103. | Clausura 2004     | 2                | Cruz Azul    | 1-1          | Club América | Azul                   | 24 de enero de 2004      |             |
| 104. | Apertura 2004     | 16               | Club América | 2-1          | Cruz Azul    | Azteca                 | 13 de noviembre de 2004  |             |
| 105. | Clausura 2005     | 16               | Cruz Azul    | 2-3          | Club América | Azul                   | 30 de abril de 2005      |             |
| 106. | Clausura 2005     | Semifinal        | Club América | 3-1          | Cruz Azul    | Azteca                 | 19 de mayo de 2005       |             |
| 107. | Clausura 2005     | Semifinal        | Cruz Azul    | 1-3          | Club América | Azul                   | 22 de mayo de 2005       |             |
| 108. | Apertura 2005     | 15               | Club América | 1-0          | Cruz Azul    | Azteca                 | 6 de noviembre de 2005   |             |
| 109. | Clausura 2006     | 15               | Cruz Azul    | 1-3          | Club América | Azul                   | 15 de abril de 2006      |             |
| 110. | Apertura 2006     | 9                | Cruz Azul    | 1-2          | Club América | Azul                   | 16 de septiembre de 2006 |             |
| 111. | Clausura 2007     | 9                | Club América | 0-0          | Cruz Azul    | Azteca                 | 11 de marzo de 2007      |             |
| 112. | Apertura 2007     | 10               | Club América | 2-2          | Cruz Azul    | Azteca                 | 30 de septiembre de 2007 |             |
| 113. | Clausura 2008     | 10               | Cruz Azul    | 2-2          | Club América | Azul                   | 16 de marzo de 2008      |             |
| 114. | Apertura 2008     | 10               | Club América | 2-0          | Cruz Azul    | Azteca                 | 28 de septiembre de 2008 |             |
| 115. | Clausura 2009     | 10               | Cruz Azul    | 1-3          | Club América | Azul                   | 14 de marzo de 2009      |             |
| 116. | Apertura 2009     | 5                | Cruz Azul    | 2-3          | Club América | Azul                   | 22 de agosto de 2009     |             |
| 117. | Bicentenario 2010 | 5                | Club América | 2-0          | Cruz Azul    | Azteca                 | 14 de febrero de 2010    |             |
| 118. | Apertura 2010     | 10               | Cruz Azul    | 1-0          | Club América | Azul                   | 3 de octubre de 2010     |             |
| 119. | Clausura 2011     | 10               | Club América | 0-2          | Cruz Azul    | Azteca                 | 13 de marzo de 2011      |             |
| 120. | Apertura 2011     | 17               | Cruz Azul    | 3-1          | Club América | Azul                   | 5 de noviembre de 2011   | [ 48 ]      |
| 121. | Clausura 2012     | 17               | Club América | 2-2          | Cruz Azul    | Azteca                 | 20 de abril de 2012      |             |
| 122. | Apertura 2012     | 9                | Cruz Azul    | 1-1          | Club América | Azul                   | 22 de septiembre de 2012 |             |
| 123. | Clausura 2013     | 9                | Club América | 3-0          | Cruz Azul    | Azteca                 | 2 de marzo de 2013       |             |
| 124. | Clausura 2013     | Final            | Cruz Azul    | 1-0          | Club América | Azul                   | 23 de mayo de 2013       |             |
| 125. | Clausura 2013     | Final            | Club América | 2-1 (4-2 p.) | Cruz Azul    | Azteca                 | 26 de mayo de 2013       |             |
| 126. | Apertura 2013     | 14               | Cruz Azul    | 1-1          | Club América | Azul                   | 19 de octubre de 2013    |             |
| 127. | Clausura 2014     | 14               | Club América | 1-2          | Cruz Azul    | Azteca                 | 5 de abril de 2014       |             |
| 128. | Apertura 2014     | 12               | Cruz Azul    | 4-0          | Club América | Azul                   | 4 de octubre de 2014     |             |
| 129. | Clausura 2015     | 12               | Club América | 1-0          | Cruz Azul    | Azteca                 | 4 de abril de 2015       |             |
| 130. | Apertura 2015     | 7                | Cruz Azul    | 0-2          | Club América | Azul                   | 29 de agosto de 2015     |             |
| 131. | Clausura 2016     | 7                | Club América | 3-3          | Cruz Azul    | Azteca                 | 20 de febrero de 2016    |             |
| 132. | Apertura 2016     | 8                | Cruz Azul    | 3-4          | Club América | Azul                   | 10 de septiembre de 2015 |             |
| 133. | Clausura 2017     | 8                | Club América | 2-0          | Cruz Azul    | Azteca                 | 25 de febrero de 2017    |             |
| 134. | Apertura 2017     | 13               | Cruz Azul    | 1-3          | Club América | Azul                   | 14 de octubre de 2017    |             |
| 135. | Apertura 2017     | Cuartos de final | Cruz Azul    | 0-0          | Club América | Azul                   | 23 de noviembre de 2017  | [ 49 ]      |
| 136. | Apertura 2017     | Cuartos de final | Club América | 0-0          | Cruz Azul    | Azteca                 | 26 de noviembre de 2017  | [ 50 ]      |
| 137. | Clausura 2018     | 13               | Club América | 2-1          | Cruz Azul    | Azteca                 | 31 de marzo de 2018      | [ 51 ]      |
| 138. | Apertura 2018     | 14               | Cruz Azul    | 0-0          | Club América | Azteca                 | 27 de octubre de 2018    | [ 52 ]      |
| 139. | Apertura 2018     | Final            | Club América | 0-0          | Cruz Azul    | Azteca                 | 13 de diciembre de 2018  | [ 53 ]      |
| 140. | Apertura 2018     | Final            | Cruz Azul    | 0-2          | Club América | Azteca                 | 16 de diciembre de 2018  | [ 54 ]      |
| 141. | Clausura 2019     | 14               | Club América | 0-0          | Cruz Azul    | Azteca                 | 14 de abril de 2019      | [ 55 ]      |
| 142. | Clausura 2019     | Cuartos de final | Club América | 3-1          | Cruz Azul    | Azteca                 | 9 de mayo de 2019        | [ 56 ]      |
| 143. | Clausura 2019     | Cuartos de final | Cruz Azul    | 1-0          | Club América | Azteca                 | 12 de mayo de 2019       | [ 57 ]      |
| 144. | Apertura 2019     | 13               | Cruz Azul    | 5-2          | Club América | Azteca                 | 5 de octubre de 2019     | [ 58 ]      |
| 145. | Clausura 2020     | 10               | Club América | 0-1          | Cruz Azul    | Azteca                 | 15 de marzo de 2020      | [ 59 ]      |
| 146. | Guard1anes 2020   | 12               | Cruz Azul    | 0-0          | Club América | Azteca                 | 27 de septiembre de 2020 | [ 60 ]      |
| 147. | Guard1anes 2021   | 15               | Club América | 1-1          | Cruz Azul    | Azteca                 | 17 de abril de 2021      | [ 61 ]      |
| 148. | Apertura 2021     | 16               | Cruz Azul    | 2-1          | Club América | Azteca                 | 31 de octubre de 2021    |             |
| 149. | Clausura 2022     | 17               | Club América | 0-0          | Cruz Azul    | Azteca                 | 30 de abril de 2022      |             |
| 150. | Apertura 2022     | 10               | Club América | 7-0          | Cruz Azul    | Azteca                 | 20 de agosto de 2022     |             |
| 151. | Clausura 2023     | 15               | Cruz Azul    | 1-3          | Club América | Azteca                 | 15 de abril de 2023      |             |
| 152. | Apertura 2023     | 7                | Cruz Azul    | 2-3          | Club América | Azteca                 | 2 de septiembre de 2023  |             |
| 153. | Clausura 2024     | 10               | Club América | 1-0          | Cruz Azul    | Azteca                 | 24 de febrero de 2024    |             |
| 154. | Clausura 2024     | Final            | Cruz Azul    | 1-1          | América      | Ciudad de los Deportes | 23 de mayo de 2024       |             |
| 155. | Clausura 2024     | Final            | Club América | 1-0          | Cruz Azul    | Azteca                 | 26 de mayo de 2024       |             |
| 156. | Apertura 2024     | 6                | Cruz Azul    | 4-1          | Club América | Ciudad de los Deportes | 31 de agosto de 2024     |             |
| 157. | Apertura 2024     | Semifinal        | Club América | 0-0          | Cruz Azul    | Ciudad de los Deportes | 5 de diciembre de 2024   |             |
| 158. | Apertura 2024     | Semifinal        | Cruz Azul    | 3-4          | Club América | Ciudad de los Deportes | 8 de diciembre de 2024   |             |
| 159. | Clausura 2025     | 15               | Club América | 0-0          | Cruz Azul    | Ciudad de los Deportes | 12 de abril de 2025      |             |
| 160. | Clausura 2025     | Semifinal        | Cruz Azul    | 1-0          | Club América | Olímpico Universitario | 15 de mayo de 2025       |             |
| 161. | Clausura 2025     | Semifinal        | Club América | 2-1          | Cruz Azul    | Ciudad de los Deportes | 18 de mayo de 2025       |             |

#### Copa México
| 1.  | 1964-65       | Semifinal        | Cruz Azul    | 0-1          | Club América | 10 de diciembre        | 21 de febrero de 1965    |  |
| 2.  | 1964-65       | Semifinal        | Club América | 2-2 (t. s.)  | Cruz Azul    | Olímpico Universitario | 28 de febrero de 1965    |  |
| 3.  | 1965-66       | 3                | Club América | 3-0          | Cruz Azul    | Olímpico Universitario | 23 de febrero de 1966    |  |
| 4.  | 1965-66       | 6                | Cruz Azul    | 1-2          | Club América | 10 de diciembre        | 20 de marzo de 1966      |  |
| 5.  | 1968-69       | Cuartos de final | Club América | 0-1          | Cruz Azul    | Azteca                 | 17 de noviembre de 1968  |  |
| 6.  | 1968-69       | Cuartos de final | Cruz Azul    | 1-0          | Club América | 10 de diciembre        | 15 de diciembre de 1968  |  |
| 7.  | 1970-71       | Cuartos de final | Club América | 1-2 (t. s.)  | Cruz Azul    | Azteca                 | 26 de septiembre de 1971 |  |
| 8.  | 1973-74       | 3                | Club América | 3-2          | Cruz Azul    | Azteca                 | 18 de noviembre de 1973  |  |
| 9.  | 1973-74       | Final            | Cruz Azul    | 1-1          | Club América | Azteca                 | 13 de diciembre de 1973  |  |
| 10. | 1973-74       | Final            | Club América | 2-1          | Cruz Azul    | Azteca                 | 16 de diciembre de 1973  |  |
| 11. | 1990-91       | Semifinal        | Cruz Azul    | 1-4          | Club América | Azteca                 | 24 de octubre de 1990    |  |
| 12. | 1990-91       | Semifinal        | Club América | 2-0          | Cruz Azul    | Azteca                 | 31 de octubre de 1990    |  |
| 13. | Clausura 2013 | Semifinal        | Club América | 1-1 (4-5 p.) | Cruz Azul    | Azteca                 | 3 de abril de 2013       |  |
| 14. | Apertura 2017 | Octavos de final | Club América | 1-0          | Cruz Azul    | Azteca                 | 24 de octubre de 2017    |  |

#### Campeón de Campeones
| 1. | 1973-74 | Final | Cruz Azul | 2-1 | Club América | Azteca | 26 de mayo de 1974 | [ 62 ] |

#### Copa de Campeones de la Concacaf
| 1. | 2025 | Cuartos de final | Club América | 0-0 | Cruz Azul    | Ciudad de los Deportes | 1 de abril de 2025 |  |
| 2. | 2025 | Cuartos de final | Cruz Azul    | 2-1 | Club América | Olímpico Universitario | 8 de abril de 2025 |  |

#### Pre Pre Libertadores/InterLiga
| 1. | Pre Pre Libertadores 1999 | 4     | Cruz Azul    | 1-1                 | Club América | Soldier Field  | 1 de septiembre de 1999 | [ 63 ] [ 64 ]        |
| 2. | Pre Pre Libertadores 2000 | 6     | Club América | 0-1                 | Cruz Azul    | Bulldog        | 6 de septiembre de 2000 | [ 65 ] [ 66 ] [ 67 ] |
| 3. | Pre Pre Libertadores 2001 | 3     | Cruz Azul    | 0-2                 | Club América | Soldier Field  | 22 de agosto de 2001    | [ 68 ]               |
| 4. | InterLiga 2008            | Final | Club América | 3-3 (t. s.; 5-3 p.) | Cruz Azul    | StubHub Center | 12 de enero de 2008     | [ 69 ]               |

#### Amistosos
| 1.  | Partido amistoso        | —         | Cruz Azul    | 0-4          | Club América | 10 de diciembre            | 23 de junio de 1963     | [ 3 ] [ 4 ]          |
| 2.  | Lic. Fernández Albarrán | 5         | Cruz Azul    | 2-1          | Club América | Nemesio Díez               | 25 de mayo de 1969      | [ 70 ] [ 71 ] [ 72 ] |
| 3.  | Copa João Havelange     | Semifinal | Cruz Azul    | 1-2 (t. s.)  | Club América | Memorial Coliseum          | 10 de agosto de 1974    | [ 73 ] [ 74 ] [ 75 ] |
| 4.  | Azteca 81               | Final     | Cruz Azul    | 2-1          | Club América | Azteca                     | 10 de mayo de 1981      | [ 76 ] [ 77 ]        |
| 5.  | Hidalgo 81              | 1         | Cruz Azul    | 4-1          | Club América | Revolución Mexicana        | 17 de noviembre de 1981 | [ 78 ] [ 79 ]        |
| 6.  | Copa Azteca             | 1         | Club América | 1-1          | Cruz Azul    | Azteca                     | 12 de agosto de 1987    | [ 80 ]               |
| 7.  | Cuna del Fútbol         | Final     | Club América | 0-1          | Cruz Azul    | Hidalgo                    | 12 de julio de 1997     | [ 81 ]               |
| 8.  | Cuna del Fútbol         | Semifinal | Club América | 2-2 (3-4 p.) | Cruz Azul    | Hidalgo                    | 15 de julio de 1998     | [ 82 ]               |
| 9.  | Partido amistoso        | —         | Cruz Azul    | 1-1          | Club América | Cotton Bowl                | 10 de marzo de 1999     | [ 83 ]               |
| 10. | Partido amistoso        | —         | Cruz Azul    | 1-1          | Club América | Robertson                  | 23 de febrero de 2005   | [ 84 ]               |
| 11. | Partido amistoso        | —         | Cruz Azul    | 2-1          | Club América | Qualcomm                   | 19 de julio de 2008     | [ 85 ] [ 86 ]        |
| 12. | Partido amistoso        | —         | Club América | 2-0          | Cruz Azul    | Sun Bowl                   | 25 de marzo de 2009     | [ 87 ] [ 88 ]        |
| 13. | Partido amistoso        | —         | Club América | 2-1          | Cruz Azul    | Rose Bowl                  | 10 de julio de 2010     | [ 89 ] [ 90 ]        |
| 14. | Partido amistoso        | —         | Cruz Azul    | 2-1          | Club América | Cotton Bowl                | 11 de julio de 2012     | [ 91 ]               |
| 15. | Partido amistoso        | —         | Cruz Azul    | 2-1          | Club América | Toyota                     | 30 de junio de 2013     | [ 92 ]               |
| 16. | Partido amistoso        | —         | Cruz Azul    | 0-1          | Club América | Azul                       | 12 de julio de 2014     | [ 93 ]               |
| 17. | Copa por México         | 3         | Club América | 1-4          | Cruz Azul    | Olímpico Universitario     | 11 de julio de 2020     | [ 94 ]               |
| 18. | Partido amistoso        | —         | Club América | 3-1          | Cruz Azul    | Nido Águila Coapa          | 29 de enero de 2022     | [ 95 ]               |
| 19. | Copa Sky 2022           | 5         | Club América | 1-2          | Cruz Azul    | Nemesio Díez               | 11 de diciembre de 2022 | [ 94 ]               |
| 20. | Partido amistoso        | —         | Club América | 3-1          | Cruz Azul    | Nido Águila Coapa          | 24 de junio de 2023     | [ 96 ] [ 97 ]        |
| 21. | Partido amistoso        | —         | Club América | 2-3          | Cruz Azul    | Dignity Health Sports Park | 23 de marzo de 2024     | [ 98 ]               |

### Balance de enfrentamientos
Para la elaboración de esta tabla se toman en cuenta todos los clásicos disputados en torneos que hayan sido avalados por la Federación Mexicana de Fútbol, la Concacaf, la Confederación Sudamericana de Fútbol, cualquier otro torneo y partidos de carácter amistoso.
| Competición                      | P.J. | Ganó AME | P.E. | Ganó CAZ | Gol. AME | Gol. CAZ |
| -------------------------------- | ---- | -------- | ---- | -------- | -------- | -------- |
| Fase regular                     | 122  | 40       | 47   | 35       | 181      | 166      |
| Liguilla                         | 39   | 18       | 11   | 10       | 53       | 41       |
| Subtotal de Liga                 | 161  | 58       | 58   | 45       | 234      | 207      |
| Copa México                      | 14   | 8        | 3    | 3        | 23       | 13       |
| Campeón de Campeones             | 1    | 0        | 0    | 1        | 1        | 2        |
| Copa de Campeones de la Concacaf | 2    | 0        | 1    | 1        | 1        | 2        |
| Pre Pre Libertadores             | 3    | 1        | 1    | 1        | 3        | 2        |
| InterLiga                        | 1    | 0        | 1    | 0        | 3        | 3        |
| Subtotal oficiales               | 182  | 67       | 64   | 51       | 265      | 229      |
| Amistosos                        | 21   | 7        | 4    | 10       | 32       | 33       |
| Total                            | 203  | 74       | 68   | 61       | 297      | 262      |

### Tabla histórica de goleadores
El máximo goleador en la historia del «Clásico Joven» es el mexicano Carlos Hermosillo, quien en nueve ediciones disputadas con el Club América anotó 7 goles, incluyendo un hat trick en 1988 y el gol que le dio el título de liga a los Azulcremas en la final de la temporada 1988-89; posteriormente marcó 8 tantos en 23 partidos, esta vez con los colores del Cruz Azul, sumando así un total de 15 goles con las dos camisetas.
Con un solo equipo, el mayor anotador es el paraguayo Salvador Cabañas, al realizar 11 dianas con el Club América en solo 8 encuentros, siendo de esta forma también el que tiene el mejor promedio goleador con 1.38 anotaciones por partido. Por parte de los Cementeros, Francisco Palencia fue quien pudo marcarle más veces al rival al hacerlo en 9 ocasiones, incluyendo un doblete en su último clásico jugado el 4 de mayo de 2003.
Oribe Peralta es el futbolista que ha logrado anotar en más ediciones de forma consecutiva al hacerlo en 6 encuentros, el primero en la Jornada 12 del torneo Clausura 2015 y el último en duelo de la Jornada 13 del Apertura 2017.
| # | Jugador            | Equipo       | Liga | Liga | Copa | Copa | Campeón de Campeones | Campeón de Campeones | Pre Pre Libertadores | Pre Pre Libertadores | InterLiga | InterLiga | Total | Total | Total |
| # | Jugador            | Equipo       | P.J. | G.   | P.J. | G.   | P.J.                 | G.                   | P.J.                 | G.                   | P.J.      | G.        | P.J.  | G.    | G. T. |
| - | ------------------ | ------------ | ---- | ---- | ---- | ---- | -------------------- | -------------------- | -------------------- | -------------------- | --------- | --------- | ----- | ----- | ----- |
| 1 | Carlos Hermosillo  | Ambos clubes | 32   | 15   | —    | —    | —                    | —                    | —                    | —                    | —         | —         | 32    | 15    | 0.47  |
| 2 | Salvador Cabañas   | Club América | 7    | 9    | —    | —    | —                    | —                    | —                    | —                    | 1         | 2         | 8     | 11    | 1.38  |
| 3 | Luis Roberto Alves | Club América | 36   | 8    | 2    | 2    | —                    | —                    | —                    | —                    | —         | —         | 38    | 10    | 0.26  |
| 4 | Francisco Palencia | Cruz Azul    | 15   | 9    | —    | —    | —                    | —                    | —                    | —                    | —         | —         | 15    | 9     | 0.6   |
| 5 | Edú                | Club América | 5    | 6    | 2    | 2    | —                    | —                    | —                    | —                    | —         | —         | 7     | 8     | 1.14  |
| = | Cuauhtémoc Blanco  | Club América | 24   | 8    | —    | —    | —                    | —                    | 1                    | 0                    | —         | —         | 25    | 8     | 0.32  |
| 7 | Oribe Peralta      | Club América | 15   | 7    | 1    | 0    | —                    | —                    | —                    | —                    | —         | —         | 16    | 7     | 0.44  |
| = | Pedro Duana        | Cruz Azul    | 17   | 7    | 1    | 0    | —                    | —                    | —                    | —                    | —         | —         | 18    | 7     | 0.39  |
| = | Carlos Reinoso     | Club América | 16   | 7    | 3    | 0    | 1                    | 0                    | —                    | —                    | —         | —         | 20    | 7     | 0.35  |
| = | Christian Giménez  | Ambos clubes | 21   | 6    | 2    | 1    | —                    | —                    | —                    | —                    | —         | —         | 23    | 7     | 0.3   |

Datos actualizados al último partido jugado el 17 de abril de 2021. Únicamente competiciones oficiales.

## Comparativa entre equipos

### Palmarés
| Clubes       | Primera División de México | Copa México | Campeón de Campeones | Supercopa de México | Supercopa de la Liga MX | Liga de Campeones de la Concacaf | Copa Interamericana | Copa de Gigantes de la Concacaf | Total |
| ------------ | -------------------------- | ----------- | -------------------- | ------------------- | ----------------------- | -------------------------------- | ------------------- | ------------------------------- | ----- |
| Club América | 16                         | 6           | 7                    | 0                   | 1                       | 7                                | 2                   | 1                               | 40    |
| Cruz Azul    | 9                          | 4           | 3                    | 1                   | 1                       | 7                                | 0                   | 0                               | 25    |

Datos actualizados el 25 de mayo de 2025.

### Datos generales
| Asunto                                                                           | Club América                       | Cruz Azul                      |
| -------------------------------------------------------------------------------- | ---------------------------------- | ------------------------------ |
| Año de fundación del club                                                        | 1916                               | 1927                           |
| Estadio                                                                          | Azteca                             | Azteca                         |
| Capacidad del estadio                                                            | 83 264                             | 83 264                         |
| Número de temporadas en Primera División                                         | 113 (todas)                        | 92                             |
| Número de veces que quedó en 1.º de la Tabla general                             | 19                                 | 15                             |
| Número de veces que quedó en 2.º de la tabla general                             | 15                                 | 9                              |
| Peor puesto en Primera División                                                  | 18.º (Clausura 2008)               | 18.º (1989-90 y Clausura 2009) |
| Liguillas                                                                        | 67                                 | 62                             |
| Finales de liga                                                                  | 22                                 | 18                             |
| Mayor número de goles marcados en una temporada                                  | 88 (1987-88)                       | 91 (1994-95)                   |
| Máximo de puntos alcanzados en un Torneo Largo                                   | 61 (1982-83)                       | 56 (1995-96)                   |
| Número de veces que ha conseguido el doblete o Campeonísimo (Liga y Copa México) | 0                                  | 1 (1968-69)                    |
| Máximo de puntos alcanzados en un torneo corto                                   | 43 (Apertura 2002)                 | 42 (Apertura 2024)             |
| Mayor número de goles marcados un torneo corto                                   | 38 (Clausura 2005 y Apertura 2022) | 41 (invierno 1998)             |

Datos actualizados el 25 de mayo de 2025.

### Partidos que decidieron un título
| Temporada                  | Campeón      | Resultado                 | Subcampeón   | Sede Final                                                                                |
| Copa México                | Copa México  | Copa México               | Copa México  |                                                                                           |
| -------------------------- | ------------ | ------------------------- | ------------ | ----------------------------------------------------------------------------------------- |
| 1973-74                    | Club América | 1 - 1, 2 - 1              | Cruz Azul    | Estadio Azteca, Ciudad de México                                                          |
| Campeón de Campeones       |              |                           |              |                                                                                           |
| 1973-74                    | Cruz Azul    | 2 - 1                     | Club América | Estadio Azteca, Ciudad de México                                                          |
| Primera División de México |              |                           |              |                                                                                           |
| 1971-72                    | Cruz Azul    | 4 - 1                     | Club América | Estadio Azteca, Ciudad de México                                                          |
| 1988-89                    | Club América | 3 - 2, 2 - 2              | Cruz Azul    | Estadio Azteca, Ciudad de México                                                          |
| CLA. 2013                  | Club América | 0 - 1, 2 - 1 (4 - 2 pen.) | Cruz Azul    | Estadio Azul, Ciudad de México / Estadio Azteca, Ciudad de México                         |
| APR. 2018                  | Club América | 0 - 0, 2 - 0              | Cruz Azul    | Estadio Azteca, Ciudad de México                                                          |
| CLA. 2024                  | Club América | 1 - 1, 1 - 0              | Cruz Azul    | Estadio de la Ciudad de los Deportes, Ciudad de México / Estadio Azteca, Ciudad de México |

## Jugadores que han militado en ambos clubes
A lo largo de la historia, existen 10 futbolistas que han logrado ser campeones con ambas escuadras en el torneo de Liga, siendo: Amado Palacios Rendón, Horacio López Salgado, Javier Sánchez Galindo, Cesáreo Victorino, Miguel Ángel Cornero, Adrián Camacho, Carlos Hermosillo, Adrián Aldrete, Pablo César Aguilar y Jonathan Rodríguez. Sin embargo, son 37 los jugadores que han portado las dos camisetas.

### Carlos Hermosillo

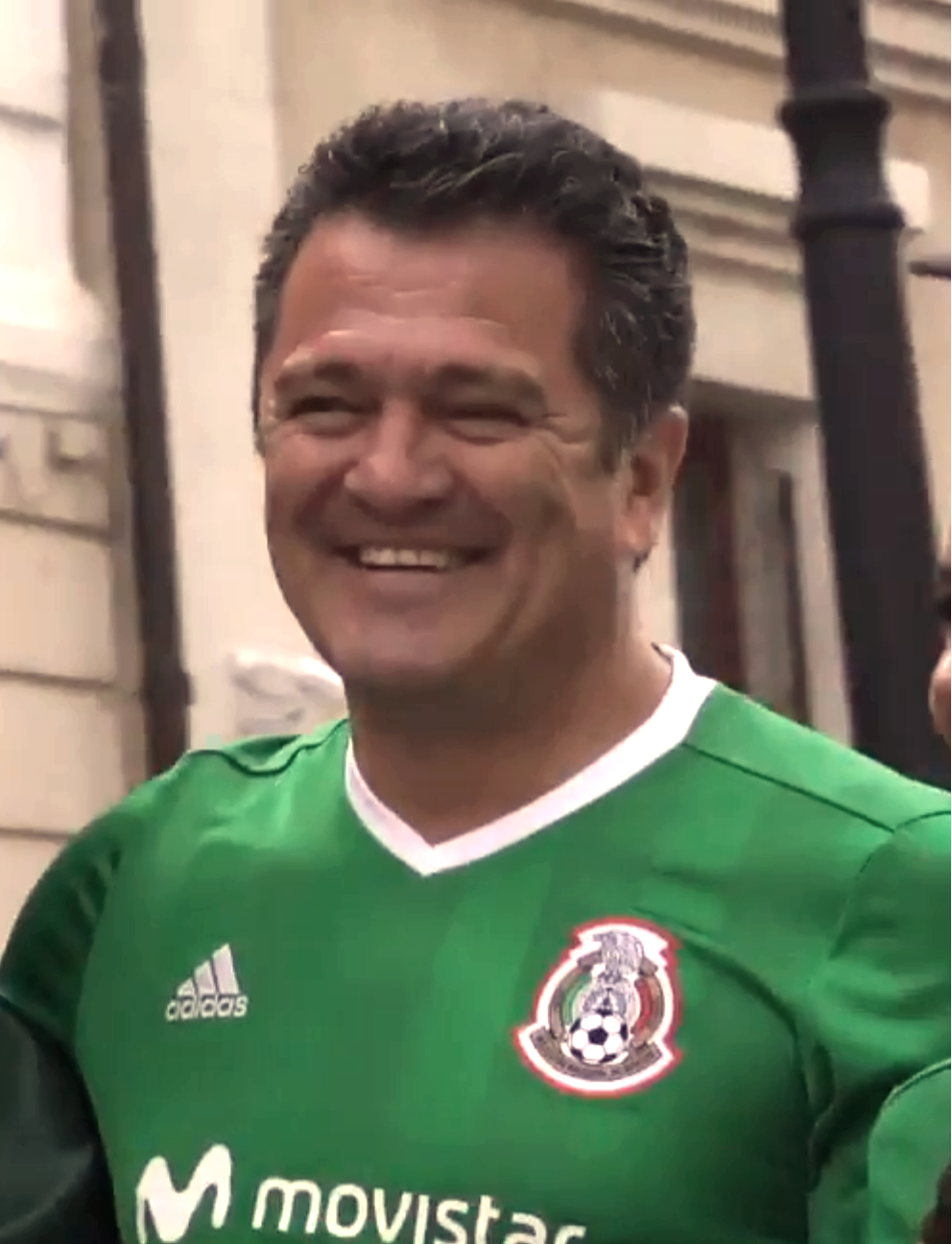
Carlos Hermosillo, el jugador que más destacó con ambos equipos.

Carlos Hermosillo, nacido en Cerro Azul, Veracruz, fue el jugador más destacado que militó para ambas escuadras. Canterano del Club América, fue uno de los delanteros con mejor desempeño del equipo en la década de 1980, ganando cinco títulos de Liga, dos de Campeón de Campeones y una Copa de Campeones de la Concacaf. Debutó en la campaña 1983-84 portando su distintivo número 27, ante el Atlas de Guadalajara, duelo en el que lograría anotar. Con el conjunto azulcrema llegó a jugar 9 temporadas en dos etapas y se convirtió en uno de los máximos romperredes en la historia del club al contabilizar 93 dianas. El momento más trascendental de su carrera con el América, se dio en la final de la temporada 1988-89, cuando anotó el gol que le dio el título de Liga a las Águilas frente al Cruz Azul.
Después de jugar para el Standard Lieja de Bélgica y regresar al fútbol mexicano con el Monterrey, polémicamente decide fichar por Cruz Azul para la campaña 1991-92. Sin embargo, los goles de Hermosillo justificaron con creces su contratación, teniendo sus tres mejores temporadas a nivel individual en 1993-94, 1994-95 y 1995-96, cuando marcó 27, 35 y 26 goles respectivamente, esto a la postre lo convertiría en el máximo goleador de Cruz Azul con 196 tantos en una etapa de 7 años.
El instante que más marcó su carrera futbolística se dio en la final del torneo invierno 1997, entre la Máquina y el cuadro de León, cuando ingresó lesionado al partido en la prórroga y en una jugada recibió una patada flagrante en la cara por parte del arquero argentino Ángel Comizzo. El árbitro Arturo Brizio decretaría penal, que el mismo Hermosillo anotaría dando así el octavo título de Liga al conjunto celeste, gracias al criterio de gol de oro.
Su ciclo entre los dos clubes se cerraría en el año 2000, cuando regresó con los Azulcremas como refuerzo para la Copa Libertadores, continuando con su racha goleadora. Al final, es el jugador que más ha anotado en el «Clásico Joven» con 15 tantos en 32 partidos disputados. Su trascendencia también se reflejó en la Liga, al ser el segundo mayor artillero de la Primera División; y con la Selección de México, logrando la quinta posición con 34 anotaciones.

### Christian Giménez

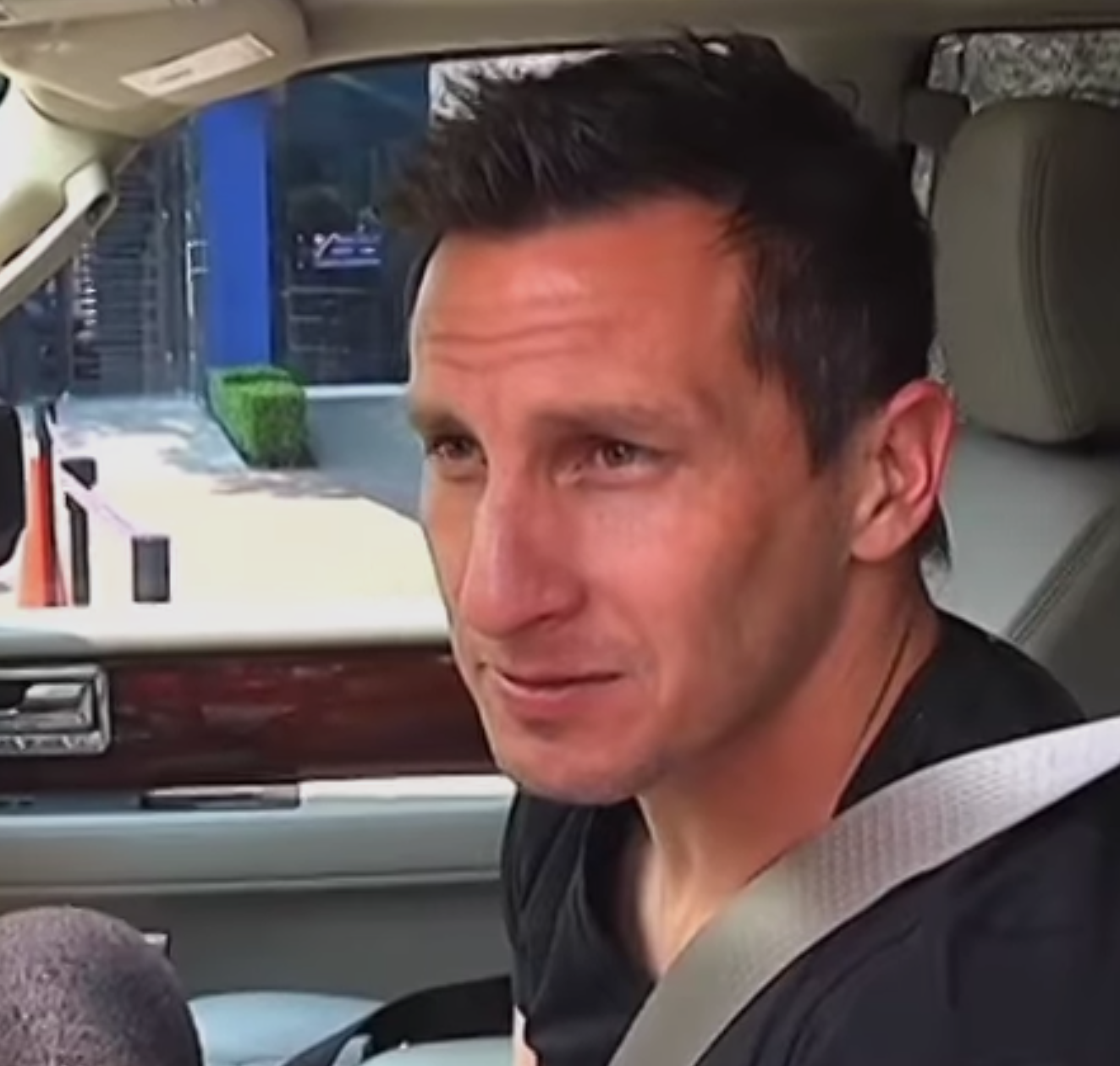
Christian Giménez, tuvo un paso por los dos cuadros.

De origen argentino pero desde 2013 también nacionalizado mexicano, Christian Giménez, apodado el Chaco por su provincia de nacimiento, militó un año con el América en los torneos Apertura 2005 y Clausura 2006, y se coronó en la Copa de Campeones de la Concacaf y en el Campeón de Campeones. En su corta estancia con las Águilas, disputó 34 partidos de Liga, sin embargo, nunca pudo conseguir la titularidad, al completar 90 minutos jugados en solamente 5 encuentros.
No obstante, su mejor época se daría en el Cruz Azul, por el que ficharía el 19 de diciembre de 2009 procedente del Pachuca. Luego de un primer torneo con altibajos, en el Apertura 2010 logró anotar el gol con el que los Cementeros romperían la más grande racha — de 16 partidos y 7 años— sin derrotar al América. Tiempo después, otra anotación importante en su carrera se daría en la final de ida frente a los Cremas en el Apertura 2013, cetro que se quedaría a segundos de ganar.
En 8 años con la Máquina siempre fue considerado un referente por la afición; con esta institución pudo obtener un título en la Copa México y una Liga de Campeones de la Concacaf, además de que marcó en 70 ocasiones y entregó 50 asistencias. A pesar de anunciar públicamente su deseo de retirarse en el equipo, en 2018 dejó al conjunto azul para volver al Pachuca. Christián Giménez terminó disputando 21 clásicos entre ambos clubes y es el décimo mayor anotador con 7 goles, todos ellos con la camiseta del Cruz Azul.

#### Otros jugadores
- Amado Palacios: Se desempeñó como arquero. De origen necaxista, fichó por la Máquina en la temporada 1962-63 donde se mantendría por 6 años. Después de un breve paso por los Petroleros de Poza Rica, emigra al América en el año 1970, formando parte de la institución por 6 campañas. Fue campeón de Liga con ambos clubes; en 1968-69 con el Cruz Azul, y en 1970-71 con las Águilas.[113]

- Horacio López Salgado: Proveniente de la cantera del América, debutaría en la campaña 1967-68 y formaría parte del cuadro campeón en 1971. Para la siguiente temporada firmaría por el Cruz Azul, consolidándose como el segundo máximo goleador en la historia del equipo con 133 dianas, solo por detrás de Carlos Hermosillo. Con la Máquina fue campeón en siete ocasiones, incluyendo una final de Liga y otra de Campeón de Campeones contra los Azulcremas.[114]
- Luis Hernández: El Matador debutó con el Cruz Azul en la temporada 1990-91 jugando 20 encuentros y anotando en una ocasión. Tras su paso por varios equipos mexicanos además de Boca Juniors de Argentina y Los Angeles Galaxy de Estados Unidos, llegaría al América en el año 2000 donde disputaría 3 campañas y marcaría 10 tantos. Fue campeón de la Copa de Gigantes de la Concacaf y del torneo verano 2002 con las Águilas.
- Sebastián Abreu: El Loco estuvo en Cruz Azul del verano 2002 al Clausura 2003, siendo campeón de goleo en su primer torneo con el cuadro cementero con 19 tantos. Debido al episodio de rescisión de contratos ocurrido en el Clausura 2003, emigra al Nacional, y posteriormente llegó al América donde tuvo una participación discreta.
- Matías Vuoso: Estuvo en dos etapas con los Azulcremas, la primera en 2006 y la segunda de 2010 a 2012, sumando 3 torneos y 29 goles en 94 partidos. Tiempo después, llegaría al Cruz Azul para el Apertura 2015, donde anotaría 12 tantos en 35 encuentros.
- Adrián Aldrete: Perteneció al América entre el año 2012 y 2014, donde alzaría el título de Clausura 2013 siendo titular en ambas finales. Después de dos torneos con el Santos Laguna, llegaría a los Cementeros en el 2016. Con la Máquina, ganaría la Copa MX AP2018, la Super Copa MX 2018-19 y el título de Liga del Guard1anes CL2021.
- José Madueña: Prestado al América por un año proveniente del Tijuana; fue parte del plantel campeón en el año 2014, aunque jugaría únicamente 9 partidos entre todos los torneos en su estancia con la institución, por lo que el club no haría válida su opción de compra. Para el Clausura 2018 es fichado por el Cruz Azul a petición de Pedro Caixinha, siendo el segundo refuerzo de la Máquina en esa temporada.[115]
- Pablo César Aguilar: Llegó al cuadro azulcrema a solicitud de Antonio Mohamed, quien ya lo había dirigido en el Club Tijuana, convirtiéndose en pieza fundamental para que el equipo obtuviera el trofeo del Apertura 2014 y el bicampeonato en la Liga de Campeones de la Concacaf. Tras una inesperada salida del América y una corta segunda etapa con Tijuana, se enfilaría con la casaca del Cruz Azul en el año 2018.[116] Con la Máquina, ganaría la Copa MX AP2018, la Super Copa MX 2018-19 y el título de Liga del Guard1anes CL2021.

Además de Francisco Ulibarri, Raúl Herrera, Óscar Ávila, Javier Sánchez Galindo, Sergio Ceballos Aldape, Miguel Ángel Cornero, Cesáreo Victorino, Silvio Fógel, Agustín Manzo, Héctor Tapia García, Adrián Camacho, Arturo Álvarez, Rubén Omar Romano, Pedro Pineda, Adrián Chávez, Nicolás Ramírez, Alberto Macías, Miguel Zepeda, Richard Núñez, Edoardo Isella, Alfonso Blanco, Francisco Macedo, Francisco Javier Rodríguez, Martín Zúñiga, José Joaquín Martínez, Carlos Vargas Tenorio y Jonathan Rodríguez.

## Técnicos de ambos equipos en la historia
Walter Ormeño, Raúl Cárdenas, Ignacio Trelles, Manuel Lapuente, Luis Fernando Tena, Rubén Omar Romano y Mario Carrillo han dirigido a los dos equipos, siendo Raúl Cárdenas el único que ha ganado títulos con ambas escuadras siendo director técnico. Mario Carrillo ganó el título del invierno 1997 siendo auxiliar de Luis Fernando Tena en Cruz Azul, y el del Clausura 2005 siendo técnico del América. José Manuel de la Torre fue jugador de la Máquina y auxiliar técnico de Lapuente en el América; caso similar al del ecuatoriano Álex Aguinaga, quien jugara para Cruz Azul y fuera auxiliar técnico en el equipo azulcrema.